# Ян Баб'як
Ян Баб'як ТІ (словац. Ján Babjak; нар. 28 жовтня 1953, Гажин-над-Цірохоу) — словацький греко-католицький архієпископ, архієпископ-митрополит Пряшівський (2008—2022), глава Словацької греко-католицької церкви. Член ордену єзуїтів.

## Життєпис
Народився 28 жовтня 1953 року в селі Гажин-над-Цірохоу (Пряшівський край).
Після закінчення школи вивчав філософію і богослов'я в семінарії Святих Кирила і Методія в Братиславі. 11 червня 1978 року висвячений на священника. 18 червня 1987 року вступив до Товариства Ісуса.
У 1991 році Ян Баб'як був направлений до Риму в Папський східний інститут, що спеціалізується на вивченні духовності і традицій східних християнських церков. У 1993 році здобув ліценціат, після річної перерви знову повернувся до Риму, де в 1996 році захистив докторську дисертацію з богослов'я. Дисертація була присвячена працям о. Міхала Лацка ТІ, словацького історика і духовного письменника.
Після повернення на батьківщину працював керівником духовного центру ім. Міхала Лацка в Кошицях та професором богослов'я в університеті Трнави.

## Єпископ
11 грудня 2002 року призначений на греко-католицьку катедру в Пряшеві. Єпископська хіротонія відбулася 6 січня 2003 року в Соборі Святого Петра у Ватикані. Головним святителем був Папа Іван Павло II. Єпископським гаслом Ян Баб'як обрав фразу рідною словацькою мовою — «Vy ste chrám živého Boha» (Ви — храм Бога Живого, 2 Кор. 6:16).
30 січня 2008 року Папа Бенедикт XVI реформував структуру Словацької греко-католицької церкви. Пряшівська греко-католицька єпархія отримала статус архієпархії-митрополії, якій підпорядковані дві єпархії — з центрами в Кошицях і Братиславі. Так Ян Баб'як став архієпископом-митрополитом.
25 квітня 2022 року Папа Франциск прийняв зречення з пастирського уряду архієпископа Яна Баб'ка і призначив апостольським адміністратором Пряшівської архієпархії Братиславського владику Петера Руснака.